# 汉语盘点
汉语盘点是由中国国家语言资源监测与研究中心、商务印书馆、新浪网、中国青年报等机构联合主办的一项年度汉语字词评选，自2006年开始举办。2011年评选范围扩容，从原先的“年度字词”扩展为“年度字词”、“十大流行语”、“十大新词语”的一体发布。

## 年度字词
| 年份   | 国内字 | 国内词         | 国际字 | 国际词         |
| ------ | ------ | -------------- | ------ | -------------- |
| 2006年 | 炒     | 和谐           | 乱     | 石油           |
| 2007年 | 涨     | 民生           | 油     | 全球变暖       |
| 2008年 | 和     | 改革开放30年   | 争     | 华尔街风暴     |
| 2009年 | 被     | 民生           | 浮     | 金融危机       |
| 2010年 | 涨     | 给力           | 乱     | 军演           |
| 2011年 | 控     | 伤不起         | 债     | 欧债危机       |
| 2012年 | 梦     | 钓鱼岛         | 衡     | 选举           |
| 2013年 | 房     | 正能量         | 争     | 曼德拉         |
| 2014年 | 法     | 反腐           | 失     | 马航           |
| 2015年 | 廉     | 互聯網+        | 恐     | 反恐           |
| 2016年 | 规     | 小目标         | 变     | 一带一路       |
| 2017年 | 享     | 初心           | 智     | 人类命运共同体 |
| 2018年 | 奋     | 改革开放四十年 | 退     | 贸易摩擦       |
| 2019年 | 稳     | 我和我的祖国   | 难     | 贸易摩擦       |
| 2020年 | 民     | 脱贫攻坚       | 疫     | 新冠疫情       |
| 2021年 | 治     | 建党百年       | 疫     | 元宇宙         |
| 2022年 | 稳     | 党的二十大     | 战     | 俄乌冲突       |
| 2023年 | 振     | 高质量发展     | 危     | ChatGPT        |
| 2024年 | 智     | 新质生产力     | 变     | 人工智能       |

## 十大网络用语
2016年起，中国十大网络用语由国家语言资源监测与研究中心基于大数据语料库，利用语言信息处理技术筛取，并经过专家评议而来的。
| 年份   | 十大流行语 |
| ------ | --- |
| 2012年 | 中国好声音、元芳你怎么看、高富帅，白富美、你幸福吗、江南Style、躺着也中枪、屌丝，逆袭、舌尖上的中国、最炫民族风、给跪了                                                  |
| 2013年 | 中国大妈、高端大气上档次、爸爸去哪儿、小伙伴们都惊呆了、待我长发及腰、喜大普奔、女汉子、土豪（金）、摊上大事了、涨姿势                                                   |
| 2014年 | 我也是醉了、有钱就是任性、蛮拼的、挖掘机技术哪家强、保证不打死你、萌萌哒、时间都去哪了、我读书少你别骗我、画面太美我不敢看、且行且珍惜                                   |
| 2015年 | 重要的事情说三遍、世界那么大，我想去看看、你们城里人真会玩儿、为国护盘、明明可以靠脸吃饭，却偏偏要靠才华、我想静静、吓死宝宝了、内心几乎是崩溃的、我妈是我妈、主要看气质 |
| 2016年 | 洪荒之力、友谊的小船、定个小目标、吃瓜群众、葛优躺、辣眼睛、全是套路、蓝瘦香菇、老司机、厉害了我的哥                                                                     |
| 2017年 | 打call、尬聊、你的良心不会痛吗、惊不惊喜，意不意外、皮皮虾，我们走、扎心了，老铁、还有这种操作、怼、你有freestyle吗、油腻                                                |
| 2018年 | 锦鲤、杠精、skr、佛系、确认过眼神、官宣、C位、土味情话、皮一下、燃烧我的卡路里                                                                                           |
| 2019年 | 不忘初心、道路千万条、安全第一条、柠檬精、好嗨哟、是个狼人、雨女无瓜、硬核、996、14亿护旗手、断舍离                                                                      |
| 2020年 | 逆行者、秋天的第一杯奶茶、带货、云监工、光盘行动、奥利给、好家伙、夺冠、不约而同、集美                                                                                   |
| 2021年 | 觉醒年代、YYDS、双减、破防、元宇宙、绝绝子、躺平、伤害性不高，侮辱性极强、我看不懂，但我大受震撼、强国有我                                                               |
| 2022年 | 冰墩墩（冬奥会）、二十大、中国式现代化、人民至上，生命至上、做核酸、俄乌冲突、刘畊宏女孩/王心凌男孩、数字经济、网课、卡塔尔世界杯                                        |
| 2023年 | 爱达未来、烟火气、数智生活、村BA、特种兵式旅游、显眼包、主打一个××、多巴胺穿搭、命运的齿轮开始转动、新职人                                                               |
| 2024年 | 新质生产力、人工智能、立德树人、巴黎奥运会、全球南方、中国游、以旧换新、低空经济、未来产业、新职业                                                                       |

## 十大流行语
中国媒体十大流行语由国家语言资源监测与研究中心、北京语言大学、中国传媒大学、华中师范大学、中国新闻技术工作者联合会、中国中文信息学会、商务印书馆等机构联合发布。
2007年，国家语言资源监测与研究中心的平面、有声、网络三个媒体分中心首次合作发布“中国媒体十大流行语”。2011年起，“中国媒体十大流行语”成为“汉语盘点”年度字词活动的一部分。
| 年份   | 十大流行语 |
| ------ | --- |
| 2007年 | 十七大、嫦娥一号、民生、香港回归十周年、CPI上涨、廉租房、奥运火炬手、基民、中日关系、全球气候变化                                      |
| 2008年 | 北京奥运、金融危机、志愿者、汶川大地震、神七、三聚氰胺、改革开放30周年、降息、扩大内需、粮食安全                                       |
| 2009年 | 新中国成立60周年、落实科学发展观、甲流、奧巴馬、气候变化、全运会、G20峰会、灾后恢复重建、打黑、新医改方案                              |
| 2010年 | 地震、上海世博会、广州亚运会、高铁、低碳、微博、货币战、嫦娥二号、“十二五”规划、给力                                                   |
| 2011年 | 中国共产党建党90周年、“十二五”开局、文化强国、食品安全、交会对接、日本大地震、欧债危机、利比亚局势、喬布斯、德班气候大会               |
| 2012年 | 正能量、元芳，你怎么看、舌尖上、躺着也中枪、高富帅、中国式、压力山大、讚、最美、接地气                                                 |
| 2013年 | 中国梦、光盘、倒逼、逆袭、女汉子、土豪、点赞、微××、大V、奇葩                                                                          |
| 2014年 | 依法治国、失联、北京APEC、埃博拉、一带一路、巴西世界杯、沪港通、佔中、国家公祭日、嫦娥五号                                             |
| 2015年 | 抗战胜利70周年、互聯網+、难民、亚投行、习马会、巴黎恐怖袭击事件、屠呦呦、四个全面、大众创业万众创新、互联互通共享共治                  |
| 2016年 | 长征精神、两学一做、杭州G20峰会、南海、里约奥运会、脱欧、美国大选、亲信干政、天宫二号、阿尔法围棋                                      |
| 2017年 | 十九大、新时代、共享、雄安新区、金砖国家、人类命运共同体、天舟一号、撸起袖子加油干、不忘初心，牢记使命                                 |
| 2018年 | 宪法修正案、命运共同体、进博会、贸易摩擦、锦鲤、板门店宣言、立德树人、“一箭双星”、幸福都是奋斗出来的、改革开放四十周年                 |
| 2019年 | 我和我的祖国、金色十年、学习强国、中美经贸磋商、最美奋斗者、硬核、垃圾分类、先行示范区、基层减负年、我太南了                           |
| 2020年 | 新冠肺炎、抗疫、复工复产、民法典、网课、双循环、人类卫生健康共同体、抗美援朝70周年、六稳六保、嫦娥五号                                 |
| 2021年 | 建党百年、2020东京奥运会、中国航天、双碳、疫苗接种、双减、北交所、“清朗”行动、疫苗援助、《生物多样性公约》                             |
| 2022年 | 党的二十大、中国式现代化、全过程人民民主、端稳中国饭碗、数字经济、太空会师、一起向未来、我的眼睛就是尺、电子榨菜、俄乌冲突             |
| 2023年 | 中华民族现代文明、高质量共建“一带一路”、全球文明倡议、数字中国、杭州亚运会、核污染水、巴以冲突、大语言模型、神舟十七号（神十七）、村超 |
| 2024年 | 新质生产力、《黑神话：悟空》、人工智能+、含金量还在上升、City不City、班味儿、偏偏你最争气、浓人淡人、松弛感、主理人                    |

## 十大新词语
中国媒体十大新词语由国家语言资源监测与研究中心、中国传媒大学、北京语言大学、商务印书馆联合发布。
2006年起国家语言资源监测与研究中心开始对新词语进行监测，2007年起每年出版汉语新词语编年本。2011年在原有工作的基础上，从新词语中选取使用率最高的十条新词语作为“中国媒体十大新词语”发布，并成为“汉语盘点”活动的一部分。
| 年份   | 十大新词语 |
| ------ | --- |
| 2011年 | 伤不起、起云剂、虎妈、政务微博、北京精神、走转改、微电影、加名税、淘宝体、云电视                                 |
| 2012年 | 正能量、錶哥、失独家庭、鹰爸、元芳体、莫言热、弹性延迟、甄嬛体、骑马舞、中国式过马路                             |
| 2013年 | 中央八项规定、棱镜门、H7N9禽流感、土豪、自贸试验区、单独二胎、中国大妈、光盤行動、女汉子、十面霾伏               |
| 2014年 | 新常态、沪港通、佔中、一带一路、冰桶挑战、APEC蓝、深改、小官巨腐、微信红包、抗埃                                 |
| 2015年 | 互聯網+、众创空间、获得感、非首都功能、网约车、红通、小短假、阅兵蓝、人民币入篮、一照一码                        |
| 2016年 | 两学一做、冻产、表情包、洪荒之力、阿尔法围棋、网络大电影、摩拜单车、山寨社團、吃瓜群众、闺蜜门                   |
| 2017年 | 雄安新区、共有产权房、共享充电宝、通俄门、租购同权、留置、灰犀牛、金砖+、勒索病毒、地条钢                        |
| 2018年 | 进博会、直播答题、信联、政治站位、限竞房、消费降级、中国农民丰收节、贸易霸凌、大数据杀熟、冰屏                   |
| 2019年 | 夜经济、5G元年、极限施压、止暴制亂、接诉即办、夸夸群、基层减负年、冰墩墩/雪容融、杀猪盘、乡字号/土字号           |
| 2020年 | 复工复产、新冠疫情、无症状感染者、方舱医院、健康码、数字人民币、服贸会、双循环、天问一号、无接触配送             |
| 2021年 | 七一勋章、双碳、双减、保障性租赁住房、祝融号、跨周期调节、减污降碳、动态清零、德尔塔、破防                       |
| 2022年 | 中国式现代化、全人类共同价值、全球安全倡议、新型实体企业、冰雪经济、数字人、数字藏品、场所码、精准防控、雪糕刺客 |
| 2023年 | 生成式人工智能、全球文明倡议、村超、新质生产力、全国生态日、消费提振年、特种兵式旅游、显眼包、百模大战、墨子巡天 |
| 2024年 | 超长期特别国债、两新、一揽子增量政策、青年夜校、民营经济促进法、未来峰会、本源悟空、班味儿、伏羲一号、硬控       |